# Hypoxylon rubigineoareolatum
Hypoxylon rubigineoareolatum är en svampart som beskrevs av Rehm 1908. Hypoxylon rubigineoareolatum ingår i släktet Hypoxylon och familjen kolkärnsvampar.   Inga underarter finns listade i Catalogue of Life.